# 14189 Севр
14189 Севр (14189 Sèvre) — астероїд головного поясу, відкритий 15 грудня 1998 року.
Тіссеранів параметр щодо Юпітера — 3,325.